# Extragalaktikus háttérfény

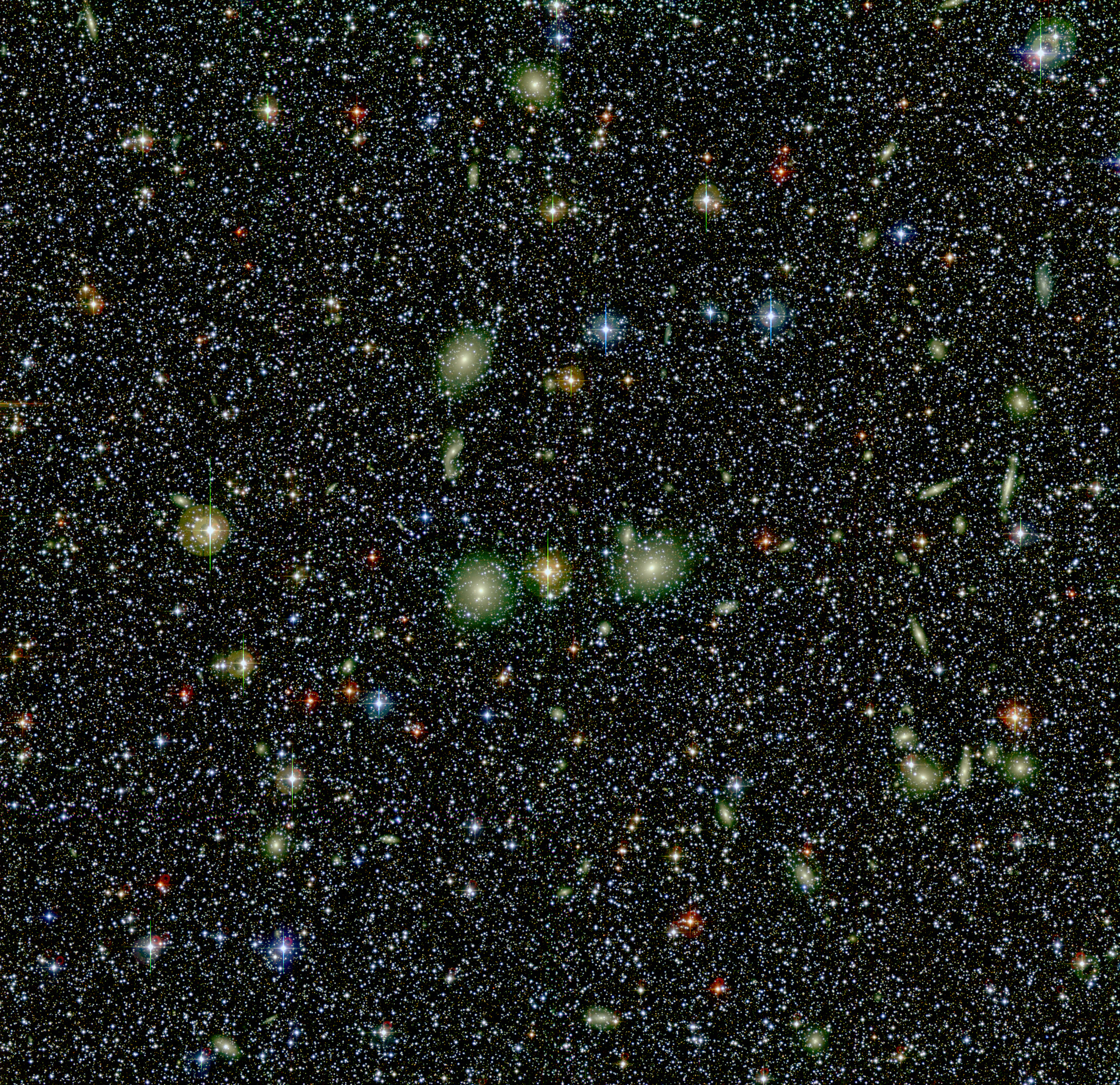
Az égbolt 0,5° x 0,5°-os részlete a Szögmérő csillagképben

Az extragalaktikus háttérfény (angolul: extragalactic background light, rövidítve: EBL) az extragalaktikus források összességéből eredő háttérsugárzás, azokat is beleértve, amik önmagukban nem észlelhetők. A „fény” tág értelemben értendő, amibe a látható fény spektrumán túl az ultraibolyától az infravörös színképig minden beletartozik.
A kozmologikus elv szerint az univerzum homogén eloszlású, így a megfigyelő számára az extragalaktikus háttérfény minden irányból azonos átlagértéket vesz fel (megfelelően nagy területet feltételezve).
Az extragalaktikus háttérfény kozmológiai jelentőségét már az 1700-as években felismerték, amikor a világegyetemet statikus térfogatúnak gondolták, amit a csillagok egyenletesen kitöltenek.
Eszerint az elképzelés szerint az r távolságban lévő objektumok sugárzása r2-tel arányos, ami 1/r2 arányban csökken, így minden távolságból azonos sugárzásmennyiség érkezik a megfigyelőhöz.
Heinrich Wilhelm Olbers és mások rámutattak arra az ellentmondásra, hogy ebben az esetben az éjszakai égboltnak ugyanolyan fényesnek kellene lennie, mint a nappali égboltnak (lásd Olbers-paradoxon). Ezt az ellentmondást könnyű megmagyarázni azt feltételezve, hogy az univerzum tágul, a fénysebesség véges értékű, és legfőképpen, hogy a csillagok élettartama véges.
Az extragalaktikus források az égboltnak mindössze 1%-nyi fényességét adják, az ultraibolyától az infravörös színképig bezárólag. A földi, az állatövi és a galaktikus források elnyomják az extragalaktikus jeleket, amiket emiatt nehéz kiszűrni és megmérni. Ugyanakkor a minden irányból érkező sugárzás egyenletessége lehetővé teszi az energiasűrűség eloszlásának meghatározását az univerzumban, így ez fontos eszköz a csillagkeletkezés modelljének finomításában.

## Az extragalaktikus háttérfény forrásai
Az extragalaktikus háttérfény végső forrásai a csillagok. Az UV-fény azokból a galaxisokból ered, ahol sok a forró, nagy tömegű csillag. A látható tartományba eső extragalaktikus háttérfény olyan csillagpopulációkból ered, amik vöröseltolódása nagyjából 10 körüli. Az energiasűrűség legnagyobb értéke 1–1,5 μm hullámhossz körül van. A látható tartományba eső extragalaktikus háttérfény forrásai között vannak öregebb populációk kisebb vöröseltolódással és fiatalabb csillagok nagyobb vöröseltolódással. Végül, a csillagfény túlnyomó része a távoli infravöröshöz tartozik, egyrészt mivel a legkorábbi csillagok egyúttal a legtávolabb lévők és ezért vöröseltolódásuk a hosszabb hullámhosszak felé tolódik el, másrészt mivel az UV-fény fotonjait a csillagközi por elnyeli és újból kisugározza az infravörös tartományban (hullámhossz > 10 μm). A rövid hullámhosszú fény elnyelődése a kozmikus porban annyira hatásos, hogy a csillagkeletkezés 30%-a nem észlelhető az 1 μm-nél rövidebb hullámhosszakon. A sugárzás egy része nem a csillagoktól származik. A fekete lyukak környezetében lévő korong gravitációs gyorsulása és a lebomló részecskék sugárzása szintén hozzájárulnak az extragalaktikus háttérfényhez. A T ~ 106 K hőmérsékletű forró gáz röntgensugárzást bocsát ki, a hideg gáz (T ~ 104 K) pedig elnyelődést okoz a kvazárok spektrumában, a T ~ 105 K hőmérsékletű gázt csak a He-2 vöröseltolódásából lehet észlelni a 30,4 nm-es és 121,6 nm hullámhosszakon.
Az extragalaktikus háttérfény a 0,1 – 1000 mikrométeres tartományban észlelhető (ez magában foglalja az elektromágneses sugárzások, ibolyántúli sugárzási, optikai, és infravörös sugárzási tartományait). Az extragalaktikus háttérfény része az úgynevezett diffúz extragalaktikus háttérsugárzásnak, mely definíció szerint lefedi a teljes elektromágneses spektrumot. A kozmikus mikrohullámú háttérsugárzás után az EBL produkálja a második legnagyobb diffúz sugárzást, ezért lényeges megérteni a Világegyetem energiaegyensúlyának tanulmányozásához.
Az extragalaktikus háttérfény megértése alapvető az extragalaktikus nagyenergiájú csillagászatnál. Itt az energiatartomány 30 GeV – 30 TeV tartományba esik.
A nagy távolságból jövő nagyenergiájú sugárzás lecsökken a pár termelés során az extragalaktikus háttérfénnyel való kölcsönhatásban. Ez a kölcsönhatás az extragalaktikus háttérfény spektrális energiaeloszlásától függ. Azért szükséges megismerni a extragalaktikus háttérfény spektrális energiaeloszlását, hogy tanulmányozható legyen a nagyenergiájú források kibocsátása.

## Megfigyelése
Az extragalaktikus háttérfény közvetlen mérése nehéz feladat, főként az állatövi fény jelensége miatt, mert az állatövi fény nagyságrenddel nagyobb, mint az extragalaktikus háttérfény. Különböző kutatócsoportok állítása szerint érzékelni tudták az extragalaktikus háttérfény optikai és közeli infravörös tartománybeli sugárzásait.).  Azonban ezeket az analíziseket fenntartással kell kezelni, mert szennyeződhetnek az állatövi fény által. Két csoport publikált olyan technikát, mellyel tudta az extragalaktikus háttérfényt detektálni az optikai tartományban állatövi fénytől mentesen.

### Ultraibolya tartomány (100–250 nm)
Mivel a földi légkör átlátszatlan a körülbelül 310 nm-nél rövidebb  hullámhosszúságú fotonok számára, megfigyeléseket magaslégköri rakétákkal vagy a világűrből lehet végezni. A kezdeti erőfeszítéseket a távoli UV háttér megfigyelésére az inspirálta, hogy az egyetlen fényes, közeli forrás, az állatövi fény spektruma 400 nm-nél élesen leesik és elhanyagolhatóvá válik 200 nm alatt. A mérések azonban nehezebben valósultak meg a vártnál, és a kezdeti eredmények három nagyságrendben szóródtak. Visszatekintve nyilvánvaló, hogy az eszközök gyenge térbeli felbontása rendkívül nehézzé tette a Tejútrendszerbeli csillagok fényének kivonását a mérési eredményekből. Ezen felül a 300 km fölötti térségben az atomok és egyszerűbb molekulák (H I, O és NO) vonalas színképe, és a Napból eredő Lyman-alfa fotonok jelentősen hozzájárultak a háttérsugárzáshoz a rakétás méréseknél.
Gyors előrehaladás indult 1980 körül az UV-detektorok fejlődésével, ami jobb felbontást és nagyobb érzékenységet jelentett. Az utóbbi néhány évtized egymást igazoló eredményei azt mutatják, hogy az UV-háttérsugárzás a Tejútrendszerből ered, és csak kisebb részének forrása extragalaktikus. A Tejútrendszerből eredő sugárzás nagy része a csillagközi porhalmazon szétszóródik. Ennek mennyisége becsülhető ugyanannak a porhalmaznak a termális sugárzása alapján. A szórt UV-fény mennyisége a megfigyelő és a galaxis síkjának középpontja közti szögtől függ.
A mérések 1990 és 2000 között az alábbi értékek felé közelítenek:
Az extragalaktikus sugárzás értéke 2–5 nW m−2 sr−1, de legalább 1 nW m−2 sr−1. A galaxisok sugárzása adja ennek többségét, a kvazárok és aktív galaxismagok kevesebb mint 0,2 nWm−2 sr−1 értékkel járulnak hozzá, és hasonló nagyságban az intergalaktikus anyag is 91,2 és 121,6 nm között.

### Látható tartomány (300 nm – 1 μm)
A kezdeti mérések legnagyobb akadálya a földi légkör volt. A légkör fénylése, az ún. légkörfény legalább 100-szor erősebb az extragalaktikus háttérfénynél, és percek alatt több százalékkal változik az erőssége. Ez a folyamatosan változó hatás majdnem lehetetlenné teszi, hogy kellő pontossággal figyelembe vegyék a mérések kiértékelésénél. Az egyetlen, gyakorlatban is sikeres módszernek a légkör fölé emelkedés, vagyis a világűrből való megfigyelés kínálkozik.
A légkörön felül az előtérben lévő sugárzás túlnyomó részét a Nap sugárzása adja, ami a világűrben nagy méretűnek számító (≥10μm) porrészecskéken szóródik, ez az ún. bolygóközi por. Ez az Ekliptika síkjában koncentrálódik.
Az állatövi fény is legalább 100-szor erősebb az extragalaktikus háttérfénynél, még 35 foknál nagyobb ekliptikai szélességeknél is. Mivel a Naprendszert nehezebb elhagyni, mint a Föld légkörét, ezért szerencsés körülmény, hogy a szóródást jól leírja a Mie szóródási elmélet, ami szerint az csak enyhén növekszik a hullámhosszal (a hosszabb hullámhosszak felé haladva 100 nm növekedésre ~5% növekedés jut).
Az átlagos állatövi fény erőssége mérhető a napfény elnyelésének mérésével (lásd Fraunhofer-vonalak). A látható tartományban működő CCD-érzékelők jellemzően  ívmásodpercnél kisebb felbontással rendelkeznek, ezzel a Tejútrendszerben lévő csillagok fényének kivonása viszonylag egyszerű. Ugyanakkor, mint az UV-fény esetén, a csillagközi kozmikus por szétszórja az érkező fényt és ún. diffúz galaktikus fényt hoz létre a látható tartományban. A kozmikus por termikus kibocsátása és a korreláció a por és a semleges hidrogén között lehetővé teszi a sugárzási vonalak azonosítását a por legkisebb sűrűségénél. Így egyszerű szóródási modell állítható fel, aminek segítségével meg lehet becsülni és ki lehet vonni az alacsony értékű sugárzást.
A földfelszíni mérések az optikai tartományban az 1970-es években kezdődtek. A légkörfényt vagy geometriai modellezéssel, vagy oly módon azonosították, hogy az érzékelőt felváltva a mérendő irányba, illetve sötét porfelhőre irányították nagy galaktikus szélességen, hogy elválaszthassák az előtérben és a háttérben lévő forrásokat egymástól.
1980-ban a Pioneer–10 Explorer nem csak a légkör fölött végzett méréseket, hanem az állatövi fény porrétegénél távolabbról is, a Naptól 3 CsE távolságra. Bár ezzel kiküszöbölhető volt a légkörfény és az állatövi fény hatása, a műszer kis felbontása miatt nehezen voltak azonosíthatók a galaktikus források (a csillagok).
Mint az UV-tartomány esetén, itt is gyors előrehaladás történt a légkör fölött működő Hubble űrtávcső felbocsátásával, ami nagyobb felbontású érzékelőkkel rendelkezett.
Az extragalaktikus háttérfény észleléséről számoltak be 300, 550 és 800 nm hullámhosszakon, a Hubble űrtávcső adatai és földfelszíni spektroszkópia méréseinek összevetése alapján.

### Infravörös tartomány (1 μm–1000 μm)
Minden test, ami a környezeténél melegebb, hősugárzást (más néven: termikus sugárzás) bocsát ki, ebbe beletartoznak a távcsövek, a Föld légköre és maga a Föld is. Emiatt az extragalaktikus sugárzás észlelése az infravörös tartományban csak a világűrbe helyezett űrtávcsővel célszerű, aminek érzékelőit hűtésnek vetik alá. A világűrben a hősugárzás (a naprendszerbeli égitesteken kívül) a bolygóközi porból és a Tejútrendszerből ered. Ezek eltávolítása a mérésekből úgy történik, hogy spektrális modelleket használnak, amiket a megfigyelések adatainak felhasználásával készítenek.
Az eddigi (2012) legsikeresebb méréssorozatot az IR-tartományban a Cosmic Background Explorer (COBE) végezte, amit 1989-ben bocsátottak fel. A COBE előtti időszakban is végeztek rövid ideig tartó méréseket rakéták fellövésével, továbbá olyan műholdakkal, amik egy-egy konkrét forrás megfigyelésére voltak alkalmasak. Ilyen volt például az Infrared Astronomical Satellite (IRAS) műhold.
Az állatövi fény szóródása a kozmikus porrétegen megszűnik a néhány mikronos hullámhosszaknál, de az általa elnyelt napfény termikus újrasugárzása megtörténik, ennek csúcsa 10 μm körül van. Ez az újrasugárzás felismerhető arról, hogy a Föld forgásának megfelelő periódussal változik. Az égbolt fényességének az év során való változása tapasztalati úton modellezhető, így értékét ki lehet vonni a mérésekből. Amint az állatövi fény termikus hatását kivonták, azonosíthatók lesznek a Tejútrendszerbeli egyedi források és ezek hatása szintén kiküszöbölhető. Az ismeretlen forrásokból eredő sugárzás ezek után meghatározható minden hullámhosszon.
A csillagközi por szórásából eredő sugárzás csúcsa 100 μm körül van. Ennek mértékét becsülni lehet és így eltávolítani a mérésből.

## A mérések értékelése, következtetések
Az össz látható extragalaktikus háttérfény sugárzás és az azonosított források sugárzása közötti különbség mintegy 50%, ami azt jelenti, hogy a sugárzás 50%-a a jelenlegi vöröseltolódási mérések spektroszkópiai műszereinek érzékelési határa alatt marad. Eredmények azt mutatják, hogy ennek oka részben az egyes égitestek alacsony felszíni hőmérséklete, amik emiatt nincsenek benne a szokásos katalógusokban. Hosszabb hullámhosszakon pedig az egyedi források, amik IR-sugárzást bocsátanak ki, nincsenek teljes egészében azonosítva. Ezek lehetnek csillagok vagy más objektumok.
Az eredmények arra utalnak, hogy az EBL eloszlása a 0,1– 1000 μm hullámhosszak között nagyjából egyenletes. Ez a spektrális eloszlás erős megkötést jelent az univerzumról alkotott modellek számára. Az EBL bonyolult eredménye a csillagokból eredő sugárzás mértékének, a kozmikus poron való szóródásnak, a galaxisok fejlődésének, az univerzum kezdeti tömegének és a csillagpopulációk alakulásának. Az EBL magyarázatára alkotott modellnek mindezeket az összetevőket számításba kell vennie a vöröseltolódás függvényében.
Az EBL-ről alkotott modellekben a kozmikus por általi takarásnak és újra kisugárzásnak meglehetősen nagynak (>30%) kell lennie, hogy a modell megfeleljen a ténylegesen mérhető értékeknek az infravörös tartományban. Ez azt jelenti, hogy a csillagkeletkezés régiói nagyrészt porral borított, optikailag sötét területek.
Az EBL 25 éves kutatása után ki lehet jelenteni, hogy a mérések alapján megbízható felső becslést lehet adni a sugárzás mértékére a teljes hullámhossz-tartományban.
A mérések és a modellek bizonytalansága ellenére jól meghatározható a csillagkeletkezés üteme az univerzumban, a fémek keletkezésének mértéke a csillagokban, és a nukleoszintézis során létrejövő teljes energiamennyiség. Ezen felül megállapítható, hogy az 1 μm-nél rövidebb hullámhosszú diffúz háttérsugárzás forrásai a más felmérésekből jól ismert, beazonosítható galaxisok.
Az EBL mérések további finomítása az UV és közepes IR tartományokban új műholdas küldetésektől várható.

## Tapasztalati modellek
Léteznek tapasztalati közelítések, melyek megbecsülik az extragalaktikus háttérfény nagy energiájú tartományát, valamint annak időbeli alakulását. Négyféle különböző megközelítés ismeretes .
- Előrehaladó fejlődés típusú közelítés, mely a kozmológia kezdeti feltételeivel kezdődik, és ezt követi az előrehaladó fejlődés az idő során, a galaxisok kialakulásával.[10][11][12]
- Hátrafelé haladó fejlődés típusú közelítés, mely a létező galaxis rendszerekkel kezdődik, és visszafele extrapolál az időben .[13][14][15]
- Galaxis rendszerek kialakulása, melyet egy sor vöröseltolódás detektálással bizonyítanak.[16][17][18]
- Galaxisok kialakulásának közvetlen megfigyelése vöröseltolódás mérések alapján, melyek befolyásolják az extragalaktikus háttérfényt.[9]